# Раскопинцы
Раскопинцы (укр. Розкопинці) — село в Сокирянской городской общине Днестровского района Черновицкой области Украины.
До 2020 года входило в Сокирянский район.
Население по переписи 2001 года составляло 272 человека. Почтовый индекс — 60232. Телефонный код — 3739. Код КОАТУУ — 7324081502.